# 何も言わずに
「何も言わずに」（なにもいわずに）は、KATSUMIの14枚目のシングル。

## 解説
KATSUMIが出演したフジテレビ系月9テレビドラマ「妹よ」にて、表題曲「何も言わずに」を劇中で披露した。

## 収録曲
作詞：渡辺克巳／編曲：武部聡志
1. 何も言わずに
作曲：井上慎二郎
2. BLOWING
作曲：石川洋
「レオマワールド」CMソング
3. 何も言わずに （Original-Karaoke）